# Ulmus villosa
Ulmus villosa — вид квіткових рослин з родини в'язових (Ulmaceae). Поширення: Пакистан, Індія (Західні Гімалаї).

## Біоморфологічна характеристика
Дерево середнього або великого розміру. Гілки більш-менш пониклі, дрібно запушені. Листки від овально-довгастих до еліптичних, до 10 × 5 см, від гострих до майже загострених, основа майже рівна, верхня поверхня гладка, гола до майже голої, нижня поверхня злегка запушена з розсіяними видовженими залозистими червонуватими волосками, іноді з білими ворсинчастими пучками в пазухах жилок у старих листків, рівномірно двозазубрені з 3-5-7 вторинними зубцями. Суцвіття в густих, сидячих пучках. Часток оцвітини 5, яйцеподібні, тупі, війчасті з простими та видовженими булавоподібними червоними залозистими волосками. Тичинок 3–4. Зав'язь густо ворсинчаста. Цвітіння: лютий — квітень.

## Середовище
Зростає на висотах 1200–2700 метрів.

## Галерея

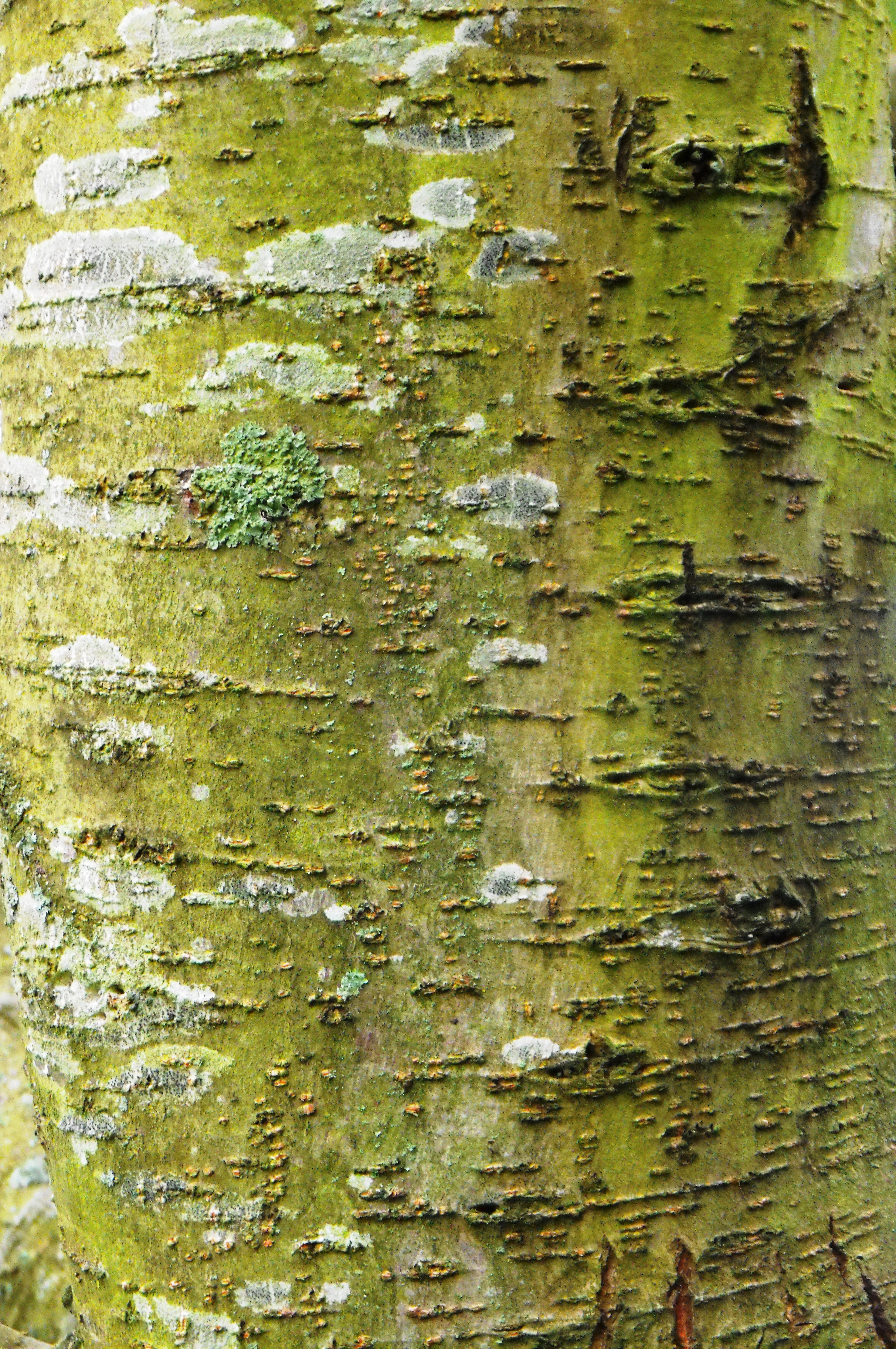
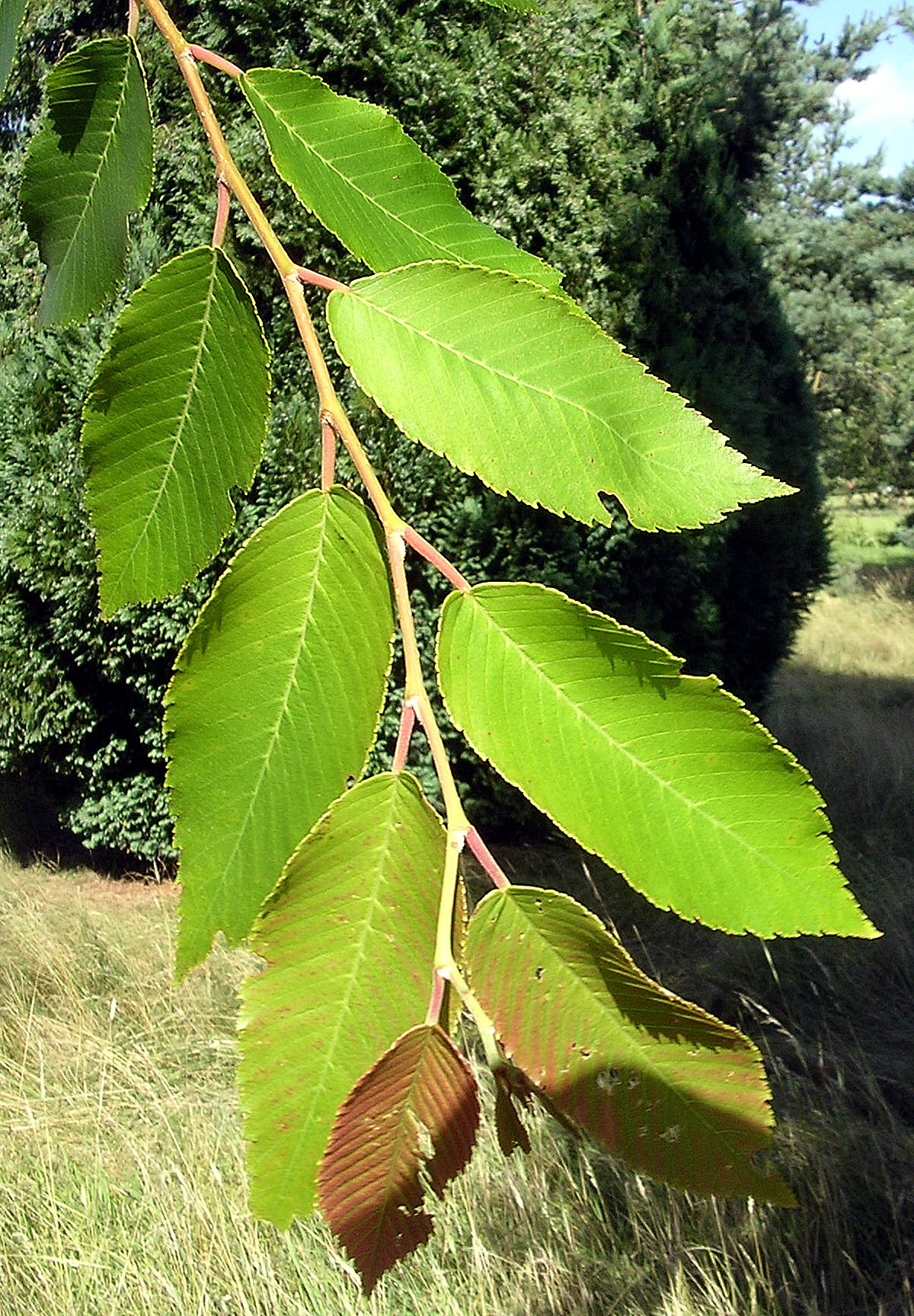